# Ante Kaštelančić
Ante Kaštelančić (* 17. August 1911 in Podstrana; † 15. April 1989 in Split) war ein jugoslawischer Maler, Grafiker und Kunsterzieher. Seine expressionistischen Gemälde sind einzigartig für die kroatische Kunst.

## Leben
Kaštelančić begann ein Studium der Malerei bei Emanuel Vidović an der Handwerktechnischen Fachschule von Split. Von 1926 bis 1930 studierte er dekorative Malerei an der Staatlichen Kunstgewerbeschule München und danach Malerei in der Klasse von Ljubo Babić an der Jugoslawischen Akademie der Wissenschaften und Künste, an der 1935 sein Diplom machte. Von 1937 bis 1938 setzte er seine Studien in Paris an der École des Beaux-Arts und der Schule von André Lhote fort. Kaštelančić nahm 1938 an der Ausstellung „Pola vijeka hrvatske umjetnosti“ (Ein halbes Jahrhundert kroatischer Kunst) im Kunstpavillon Zagreb sowie 1943 an der „Ausstellung kroatischer Kunst“ an der Preußischen Akademie der Künste in Berlin (Januar/Februar) und im Künstlerhaus Wien (April/Mai) teil. Nach dem Zweiten Weltkrieg wurde er im Jahr 1945 Professor für Zeichnung am Gymnasium „Vladimir Nazor“ in Split und organisierte 1946 eine Abendschule für angewandte Kunst, an der er von 1947 bis 1959 aktiv war.
Kaštelančić war Gründer und Vorsitzender des Zentrums für Kunsterziehung an der pädagogischen Akademie von Split, an welcher er in den Studienjahren 1957/58 bis 1976/77 als Professor tätig war.
Er besuchte Paris nochmals in den Jahren 1956 und 1963 und war daneben auf Studienreisen in Venedig, Mailand, Prag, München, Wien und London.
Kaštelančić arbeitete an der Verbesserung der zeitgenössischen Kunsterziehung von Kindern und Jugendlichen und nahm an den Weltkongressen der International Society for Education through Art (INSEA) in Prag (1966), New York (1969) und Coventry (1970) teil.

## Werk
Seine expressionistischen Gemälde der späten 1930er bis Ende der 1950er Jahre zeigen häufig die Menschen, Landschaften und Orte des südlichen Dalmatien in farb- und ausdrucksstarken figurativen Kompositionen und Porträts, so z. B. Trpanj, Pelješac und Dubrovnik. Daneben erstellte er Wandmalereien sowie auch Innendekorationen von in- und ausländischen Schiffen und wirkte an Bühnenbildern mit.
1944 porträtierte er den kroatischen Staatsführer Ante Pavelić mit einer veröffentlichten Zeichnung.

## Auszeichnungen
Er wurde mehrfach für seine Malerei, Grafik und Bildungsarbeit ausgezeichnet. Seine Werke sind in zahlreichen kroatischen und internationalen Museen, Galerien und Privatsammlungen zu finden. Viele Werke sind in der Sammlung seiner Familie in Podstrana erhalten.
Kroatien gab im Jahr 2000 zu Kaštelančićs Ehren eine Sondermarke und einen Ersttagsbrief heraus.
In seinem 100. Geburtsjahr 2011 fand eine öffentliche Ausstellung seiner Werke im Kunstpavillon Zagreb statt.

## Sonstiges
Kaštelančićs Geburtshaus in Podstrana (Ortsverband Grljevac) wird als Ferienhaus genutzt.